# Франсишку Португальский, герцог Бежа
Инфант Франсишку Португальский, герцог Бежа (25 мая 1691, Лиссабон — 21 июля 1742, Обидуш) — португальский инфант, сын короля Португалии Педру II Спокойного и Марии Софии Нейбургской.

## Биография
Франсишку Хавьер Хосе Антонио Бенто Урбано родился 25 мая 1691 года в Лиссабоне. Ему был дан титул герцога Бежа, великого приора Крату и лордом Инфантадо. Планы женить его на эрцгерцогине Марии Магдалине Австрийской, сестре королевы Марии Анны, провалились ещё на начальной стадии переговоров.
Франсишку никогда не был женат и не имел законных детей. Он умер 21 июля 1742 года в Обидуше. Он был похоронен в Королевском Пантеоне династии Браганса в Лиссабоне.

### Карьера
Отвечая на просьбу папы Климента XI о помощи в борьбе с турками, в 1716 году король Португалии Жуан V (брат инфанта Франсишку) послал армаду португальских кораблей, чтобы помочь Венеции и Австрии в их борьбе против турок во главе с герцогом Бежа и графом Рио-Гранде Лопо Фуртадо де Мендонса.

### Дети
У него было двое незаконных сыновей от монахини Марианы Сильвейры, которая погибла во время Лиссабонского землетрясения 1755 года:
- Педру Браганса (? — 1741)
- Жуан Бемпоста (1725—1780)